# 4253 Marker
4253 Marker је астероид главног астероидног појаса са средњом удаљеношћу од Сунца која износи 2,619 астрономских јединица (АЈ).
Апсолутна магнитуда астероида је 13,0.